# Acionador de disco
Em informática, o acionador de disco ou unidade de leitura/gravação de disco (em inglês: "disk-drive"), é um periférico de entrada e saída de dados do computador, utilizado para armazenamento de dados e programas em um disco. Os principais tipos de acionadores são: do obsoleto disquete (armazenamento popular na década de 1990), de zipdrive, do HD e, o de discos ópticos (CDs, DVDs, HD DVD, Blu-ray).

## Características
Um acionador de disco conta com um motor que faz girar um ou vários discos a uma velocidade constante, ao mesmo tempo em que um mecanismo posiciona a(s) cabeça(s) de leitura/gravação sobre a superfície do disco para permitir reproduzir ou gravar a mídia. A rotação do disco pode ser constante ou parar de forma alternada.
Os acionadores de disco podem ser fixos ou removíveis. Existem diversos formatos e tamanhos de acionadores, para vários tipos de mídia, tais como  disquetes, CDs, DVDs e discos rígidos.
Os acionadores de disco caracterizam-se por um sistema de acesso aleatório o qual permite recuperar uma informação de forma rápida e direta, não importando o local físico do disco onde os dados foram gravados. É o mesmo sistema usado na memória RAM e possui uma imensa vantagem em tempo de acesso se comparado às fitas magnéticas de acesso sequencial.

## Tipos

### Acionadores de disquete

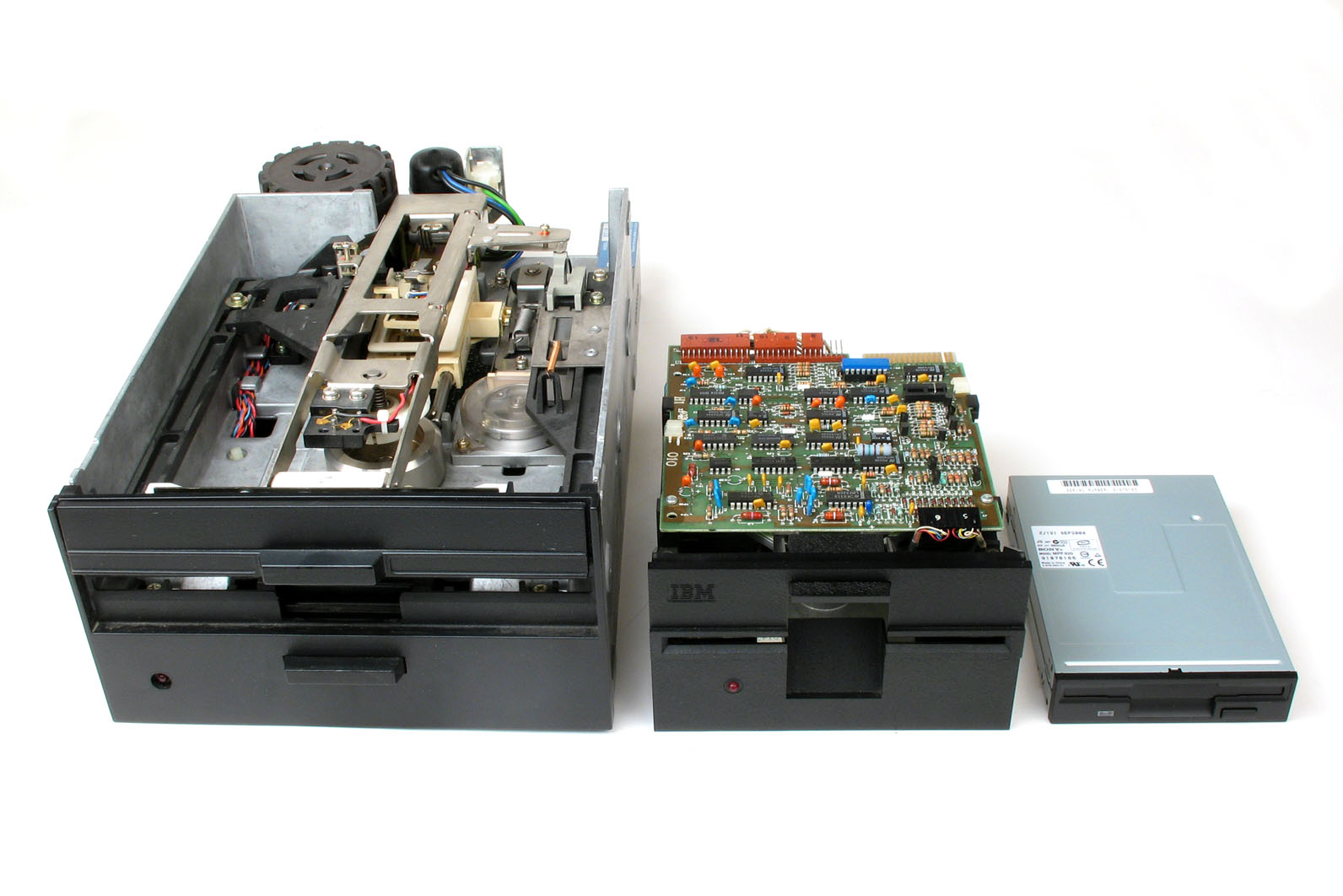
Acionadores de disquete de 8" (1,2 MiB), 5" 1/4 (360 KiB) e 3" 1/2 (1,44 MiB).

Basicamente, foram produzidos três tipos principais, para mídias de 8", 5" 1/4 e 3" 1/2. Apenas os acionadores de 3" 1/2 ainda estão em uso corrente, embora sua limitada capacidade de armazenamento (pelos padrões de hoje) os estejam condenando à obsolescência irreversível. Muitos fabricantes de microcomputadores já nem oferecem um acionador de 3" 1/2 como padrão em suas máquinas.

### Acionador de disco rígido

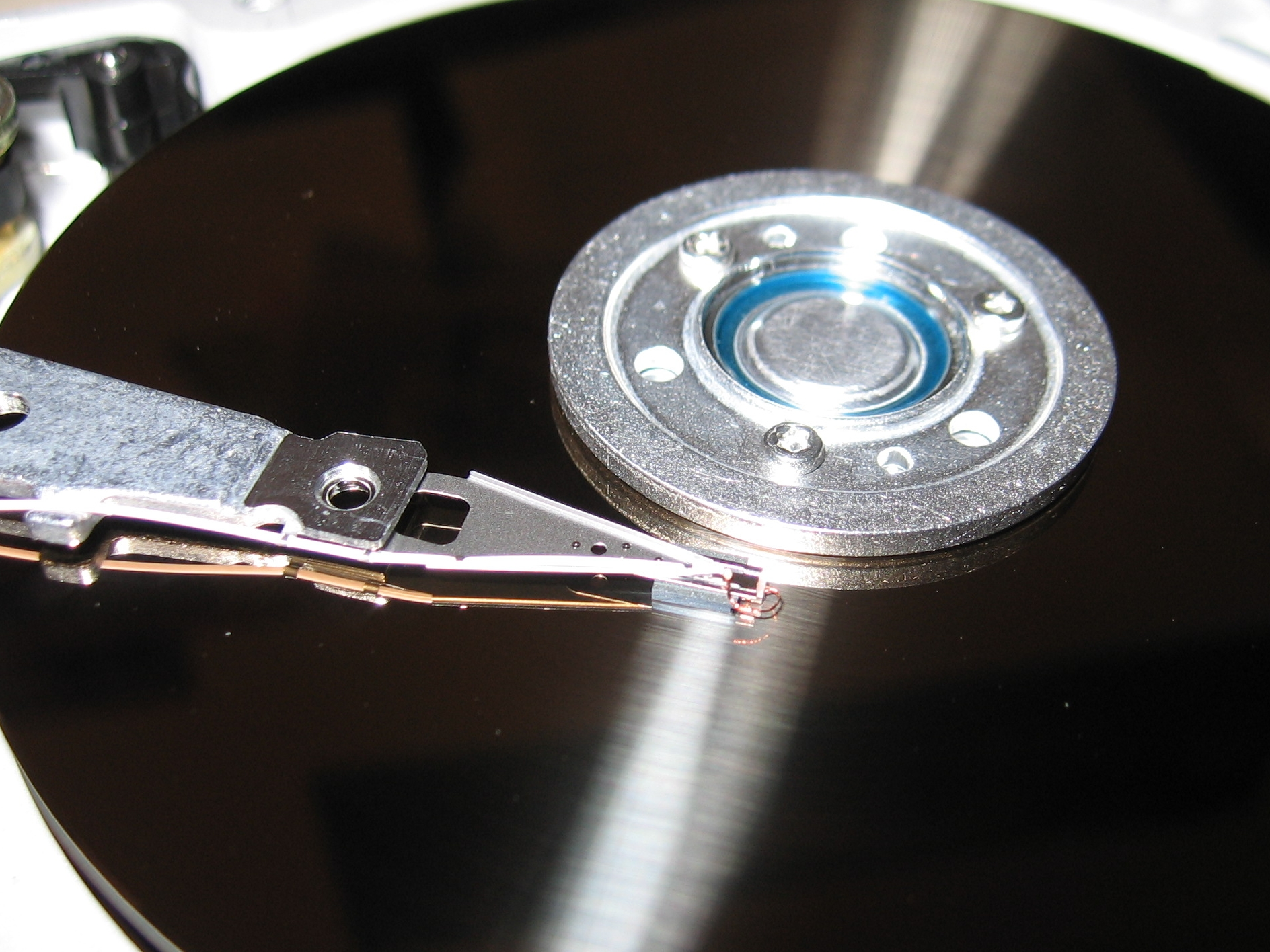
Disco e cabeça de leitura de um disco rígido.

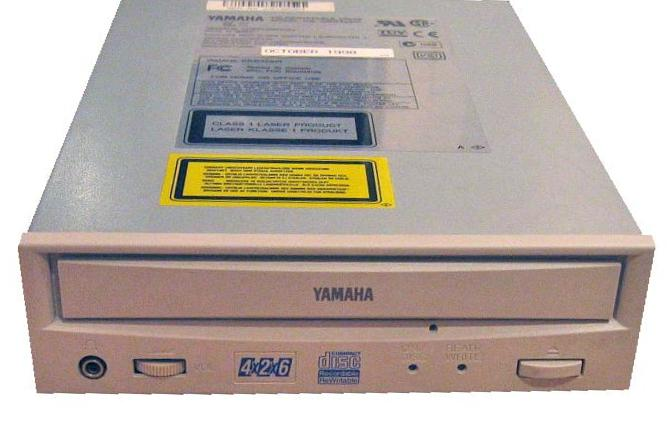
Acionador de CD-ROM RW.

Os acionadores de discos rígidos trabalham com discos lacrados e que não podem ser removidos do acionador. Possuem uma velocidade de rotação e uma capacidade de armazenamento muito maiores que as dos disquetes, tendo também, um preço bastante superior. Todavia, é considerado hoje um periférico indispensável em qualquer computador, e as máquinas que não o possuem têm sua utilidade limitada (o caso dos thin clients, por exemplo).

### Acionador de disco
Os acionadores de discos ópticos utilizam um raio laser para ler/gravar informações num disco de 120 mm de diâmetro. Existem acionadores capazes de somente ler dados, como os acionadores de CD-ROM, bastante comuns até  meados do primeiro decênio do século XXI, e outros que podem ler e gravar dados, como os acionadores de DVD-RW, comuns em PCs a partir de fins do primeiro decênio do século XXI. Com uma capacidade inicial de 600 MiB (CD-R), antes da popularização da internet por banda larga eram o tipo de mídia preferido por quem precisava transportar grandes volumes de dados (inclusive para fins de pirataria de filmes e software).